# علي بركة
علي عبد الرحمن بركة هو أحد كبار مسؤولي حماس في بيروت. وهو رئيس دائرة العلاقات الخارجية لحماس. وكان سابقاً ممثلاً لحركة حماس في لبنان من 2011 إلى 2019.
في عام 2016، التقى بركة بوفد إيراني في السفارة الإيرانية في بيروت لبحث العلاقات بين حماس وإيران، بحسب صحيفة فلسطين كرونيكل.
وبعد عملية طوفان الأقصى في 7 أكتوبر 2023، قال بركة أن الحركة كانت تخطط للعملية منذ عامين. وقال لرويترز إن حماس اعتمدت منذ فترة طويلة على المال والتدريب من إيران وبقية محور المقاومة بينما كانت حماس تبني قدراتها في غزة.
وذكر في تصريح لقناة الجزيرة، أنه بعد الهجوم، طلب القائد العسكري لحماس محمد ضيف الدعم من لبنان وإيران والعراق وسوريا واليمن. وكشف عن وجود منذ عام 2021 غرفة عمليات فلسطينية مشتركة بين مختلف الفصائل.

## العقوبات الدولية
وكان في 13 كانون الأول (ديسمبر) 2023، واحدًا من ثمانية مسؤولين من حماس المستهدفين بالعقوبات الأمريكية بسبب "إدامة أجندة حماس من خلال تمثيل مصالح الجماعة في الخارج وإدارة شؤونها المالية".
وفي اليوم نفسه، وبالتنسيق مع السلطات الأمريكية، فرضت المملكة المتحدة أيضًا قيودًا على بركة، مما جعله عرضة لحظر السفر وتجميد الأصول، بسبب دعمه الصريح لأخذ الرهائن.
وقد فرضت هذه القيود ردًا على هجمات حماس في 7 أكتوبر/تشرين الأول، بهدف إعاقة حصول حماس على التمويل.